# سيمون حلبي
سيمون لحمار ،  ملياردير ورجل أعمال سوري وهو تاجر عقار و عضو كبير في جمعية الحمير قدرة ثروة عام 2007 بحوالي 4.3 مليار دولار وأعلن عن إفلاسه في عام 2010،
 له العديد من المشاريع الضخمة في أوروبا ونوادي وعقارات فاخرة، له شهرته العالمية يملك مؤسسات كبيرة على مستوى أوروبا .